# Bernhard Gertz
Bernhard Gertz (* 15. September 1945 in Hamburg; † 20. November 2024) war ein deutscher Jurist und Oberst a. D. der Luftwaffe der Bundeswehr, von 1993 bis 2008 Bundesvorsitzender des Deutschen Bundeswehrverbandes und langjähriger Vorstandsvorsitzender der Deutschen Härtefallstiftung.

## Leben
Gertz machte 1965 sein Abitur in Hamburg und absolvierte anschließend seinen Wehrdienst bei der Luftwaffe. Am 1. April 1967 wurde er zum Leutnant ernannt und auf den Dienstposten eines Zugführers sowie eines Informations- und Presseoffiziers eingewiesen, später dann Personal- und Stabszugführer in Husum und Uetersen. Von 1971 bis 1972 studierte er Betriebswirtschaft an der Fachhochschule der Luftwaffe in Neubiberg. Anschließend war er bis 1973 als Staffelchef der Unteroffizierlehr- und Sicherungsstaffel des Lufttransportgeschwaders 61 in Penzing eingesetzt.
Von 1973 bis 1977 studierte Gertz in München Rechtswissenschaften und absolvierte 1977 sein Erstes Staatsexamen. 1978 trat er den juristischen Vorbereitungsdienst beim Oberlandesgericht München an und absolvierte 1980 sein Zweites Staatsexamen. Anschließend kehrte er als Stabsoffizier mit Befähigung zum Richteramt in den aktiven Dienst in der Bundeswehr zurück. Nachdem er als Personaloffizier S1 in der Stammdienststelle der Luftwaffe eingesetzt war, wurde er ins Bundesministerium der Verteidigung in Bonn versetzt als Referent P II 7 und P II 5 in der Personalabteilung. Von Juni 1988 bis März 1991 war er Mitglied im Hauptpersonalrat und zuletzt erster stellvertretender Vorsitzender und Gruppensprecher der Soldaten. Am 1. April 1991 wurde er zum Oberst befördert und übernahm die Referatsleitung P II 5. Während seines Dienstes hatte er verschiedene Vorstandstätigkeiten in Truppenkameradschaften. Im Oktober 1985 wurde er zum Justitiar des Deutschen Bundeswehrverbandes (DBwV) gewählt und wurde gleichzeitig Mitglied des geschäftsführenden Vorstandes. Ab 1991 war er Mitglied der Bundesgeschäftsführung. Am 26. Oktober 1993 wurde er zum Bundesvorsitzenden des DBwV gewählt und im Oktober 1997, im September 2001 und im November 2005 im Amt bestätigt.
Gertz war ab 1993 Vorsitzender der Heinz-Volland-Stiftung, ab 2002 Vorsitzender des Manfred-Grodzki-Instituts, ab 1994 Mitglied des Beirats für Fragen der Inneren Führung beim Bundesminister der Verteidigung und ab Mai 1994 und erneut ab September 2006 stellvertretender Präsident der Europäischen Vereinigung der Militärverbände (EUROMIL). Von Dezember 2005 bis September 2006 war er Präsident von EUROMIL. 
Gertz trat am 31. Dezember 2008 in den Ruhestand. Sein Amt als Vorsitzender des Deutschen Bundeswehrverbandes übernahm am 1. Januar 2009 der sechs Jahre jüngere Oberstleutnant des Heeres Ulrich Kirsch.
Gertz war verheiratet und hatte zwei Töchter.

## Auszeichnungen
- 2007: Bernhard-Weiß-Medaille des Bundes Jüdischer Soldaten[2]

## Herausgeber
- Soldatenlaufbahnverordnung. Kommentar, 6. Auflage, Walhalla-Fachverlag, Regensburg 2003, ISBN 3-8029-6468-3.